# Josep de Letamendi i de Manjarrés

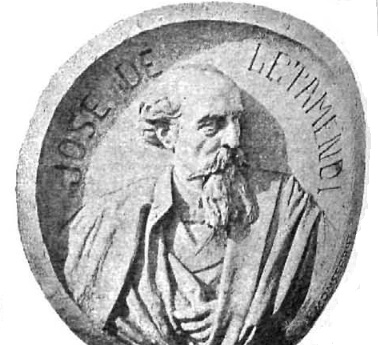
Josep de Letamendi i de Manjarrés, per J. Montserrat (1894)

Josep de Letamendi i de Manjarrés (Barcelona, 11 de març de 1828 - Madrid, 6 de juliol de 1897) fou un metge, filòsof, pintor, poeta i compositor català.

## Dura joventut
De molt jove, quedà orfe de pare i, com que la seva mare no comptava amb gaires recursos, patí moltes privacions durant l'adolescència, sobretot durant els atziacs anys 1840-1843, en els quals Barcelona experimentà grans convulsions polítiques. Per alleujar una mica la situació familiar, es dedicà a donar lliçons particulars de les mateixes assignatures que anava cursant i, havent ingressat en la Facultat de Medicina, establí un curs de repàs d'anatomia al qual acudiren els seus condeixebles en gran nombre.

## La primera càtedra
Seguí la carrera de medicina amb molt d'aprofitament, i guanyà per oposició diversos premis i places fins a obtenir la càtedra d'Anatomia en la Universitat de Barcelona (1857). En restar vacant, el 1870, la mateixa càtedra de la Universitat Central de Madrid, optà a aquesta plaça, però com que es modificaren les condicions del programa, es retirà de les oposicions i donà compte de la informalitat del tribunal amb una protesta escrita que adreçà al director d'aquell centre docent i que publicà la premsa barcelonina.
Posteriorment, assolí (1878) la càtedra de Patologia General de l'esmentada Universitat de Madrid, i després exercí, a Madrid, els càrrecs de degà de la Facultat de Medicina, acadèmic numerari de la Reial Acadèmia de Medicina, vocal del Real Colegio de Sanidad, conseller d'Instrucció pública, senador i alguns d'altres.

## Poc amic dels honors
Letamendi era poc amic de l'ostentació, no acceptà en la seva vida més que la creu de primera classe dels ordes civils de Beneficència. Dels dinou anys que va viure a Madrid, es pot dir que en va passar setze malalt, de major o menor gravetat, i malgrat això sorprengué amb els prodigiosos fruits de la seva activitat i amb la varietat i extensió dels seus coneixements, ja que destacà en la càtedra, com destacà en l'Ateneu de Madrid i en tots els càrrecs que desenvolupà. Les seves tertúlies i converses íntimes eren, segons diu un escriptor, «un focus d'il·lustració alegre, puix s'hi destacava com a causeur inimitable».
Les conferències que va donar a l'Ateneu madrileny causaren sensació. El doctor Mascaró, un dels primers deixebles que va tenir Letamendi en assolir la càtedra a Barcelona, afirmava que mai cap professor va merèixer dintre l'aula un major respecte dels seus alumnes, motivat per la gran admiració que sentien tots ells per la seva ciència i per la seva genial paraula, i tot això no era obstacle perquè els tractes amb molta planura en concloure les explicacions de càtedra, no refusant mesclar-se en les seves converses i entreteniments; en certa ocasió se'l va veure, amb els seus deixebles, llançar una bola de neu pel carrer del Carme de Barcelona.

## El seu bon humor
Era, així mateix, humorista en bon grau, com ho proven les moltes anècdotes que se n'expliquen. Parlant en certa ocasió dels múltiples càrrecs que havia ocupat en el Departament d'anatomia de la Facultat de Medicina de Barcelona, va dir que en el ram d'anatomia li mancava només fer el paper de cadàver.

## Vida d'estudi i ensenyança
Tota la seva vida la consagrà a l'estudi i l'ensenyament, i no es va limitar a una sola branca del saber, sinó que fou alhora metge, escriptor, músic, poeta i pintor. La pintura, la cultivà per a l'auxili de la ciència, i el 1863 exposà una sèrie de quadres anatòmics que cridaren molt l'atenció de les persones enteses. També pintà el 1884 una tela d'enormes dimensions per explicar amb el seu ajut la sèrie de conferències que donà a l'Ateneu de Madrid sobre l'origen de l'escriptura.

## Les obres escrites
La llista de les seves obres, algunes de les quals foren escrites en francès, és considerable, i es refereixen a diverses matèries, com el dret, la pedagogia, la filosofia, l'economia, l'antropologia i, sobretot, la medecina. També va escriure sobre política (com l'opuscle Vanguardia dinàstica), notòriament sobre la qüestió nacional catalana. Referents a medicina, publicà, entre d'altres, les obres: Curso de patología general, Plan de reforma de la patología general y su clínica, un Método per aplicar les injeccions hipodèrmiques, La mujer (un estudi psicofísic), Curso de clínica o Canon perpetuo de ciencia médica (1894), etc. Rafael Forns va publicar la col·lecció completa de les obres de Letamendi en cinc volums.
Conreà també la poesia, i se'n coneix el sonet escrit en català Lo sobrevivent. El 1872 fou elegit president de la junta dels Jocs Florals de Barcelona, i pronuncià per tal motiu un discurs en català ple d'originalitat i erudició historicoliterària. Com a compositor de música, Letamendi va merèixer l'aprovació dels amants de l'anomenat art diví, per haver-se mostrat partidari decidit de les noves manifestacions de l'art del seu temps, declarant-se, en aquest sentit, wagnerià entusiasta. Ja el 1877, apareix representant al públic en Joaquim Marsillach, autor del llibre Richard Wagner, assaig biogràfic-crític (Barcelona, 1878) i, oficiant de mentor, aprofita el moment per a escriure un discurs on es legitima per la filosofia de l'art teatral l'aparició del gran reformador.

## La música
Com a wagnerià, va formar part de la delegació catalana del Patronat Verein de Bayreuth, delegació presidida i representada per Joaquim Marsillach; aquest patronat del Festival de Bayreuth havia estat creat per Richard Wagner per sufragar el cost de l'estrena de Parsifal.
Es dedicà a la composició a partir de l'any 1885, a iniciativa del seu cercle d'amics privats, entre els quals es distingien el tenor Godró (Montiano) i el pianista Miralles. Compongué diverses obres de concert, per a piano i cant, i per a piano, violí i violoncel. Aquestes obres, dotze en total, tenen com a culminació la Missa de Rèquiem, que té l'origen en un Dies irae de saló, estrenat al Saló Romero el juny de 1887, que acabà convertint-se en una Missa de rèquiem per a orquestra, amb cors i solos a quatre veus, que Joan Gil i Miralles (director de l'orquestra d'El Escorial 1886-1889) estrenà amb una execució esplèndida en l'aniversari de Felip II, el 13 de setembre de 1888, a El Escorial, per la capella dels agustins. L'obra respon al temperament de Letamendi, i si no eleva l'autor a la categoria de gran músic, sí que en revela una faceta de la seva personalitat que entronca amb el perfil del metge humanista tan propi del seu temps.
Pèrit en idiomes, filòsof i polemista formidable, orador esplèndid, anatomista hàbil, operador notable, pensador profund, va ser un dels personatges més savis i originals de la medicina espanyola. Els doctors Comenge i Pulido en varen escriure extenses biografies.
L'Ajuntament de Barcelona posà el nom de Letamendi a una plaça, i el de Madrid a un carrer.